# Alberto Enríquez Gallo
Gil Alberto Enríquez Gallo (hacienda Pachuzala o Pachusala, parroquia Tanicuchí, cantón Latacunga, provincia de Cotopaxi, 24 de julio de 1894-Quito, 13 de julio de 1962) fue un militar y político ecuatoriano.

## Biografía
Hijo de Luis Cornelio Enríquez Gallo y de Carmen Gallo Almeida, hermano del filántropo Alejandro Gallo Almeida, quien legó su cuantiosa fortuna a la Universidad Central de Quito para que se estableciera una escuela para mayordomos de hacienda, la que puso a funcionar el rector Pablo Arturo Suárez en 1933; y del padre Gallo Almeida, sacerdote jesuita autor de un texto de literatura ecuatoriana de escaso contenido crítico pero valioso por las fotografías que en él se publicaron. Todos eran latacungueños.

### Formación
Enríquez Gallo fue el tercero de una familia de cinco hermanos, estudió la primaria en la escuela de los Hermanos Cristianos de su ciudad natal.
El 15 de enero de 1900 al salir de clase con sus compañeros, presenció el paso de las tropas alfaristas que se dirigían a combatir al ejército del presidente Lizardo García en terrenos de la hacienda El Tambo de Cuilche. De regreso a su casa, pasó con seis amigos a recoger casquillos al Tambo de Chasqui, en cuyas llanuras iban a enfrentarse ambos ejércitos, pero el comandante Rafael Ramos lo increpó duramente por esa irresponsabilidad. Sin embargo, el general Alfaro, que se encontraba cerca, se aproximó y acariciándole la cabeza puso una monedita de oro en sus manos y le dijo: "Tus parientes han sido conservadores, pero tú serás liberal". El joven Enríquez solo atinó a contestarle: "Sí, mi General".
Meses después de esa aventura, entró a estudiar la secundaria en el Colegio Vicente León, donde siguió los tres primeros cursos. En 1910, de solo 15 años, al producirse el conflicto armado con Perú, se presentó al cuartel del Batallón Cotopaxi y sentó plaza de voluntario. El comandante Juan José Villacreses lo devolvió al colegio aduciendo que aún era muy joven. Vuelto a escapar, fue al cuartel del Batallón Pichincha insistiendo ante su jefe, el comandante Sánchez, quien por fuerza de los ruegos del muchacho, lo enroló como tambor de la unidad y, cuando pasó la movilización general, lo licenciaron con el cargo de cabo segundo, y regresó a clase. En julio de ese año, hubo consejo familiar, y su padre decidió enviarlo al Colegio Mejía de Quito, en el que concluyó el cuarto año.

### Vida militar
En diciembre de 1911, con motivo de la revolución del general Pedro J. Montero, abandonando definitivamente los estudios, ingresó como cabo primero del ejército gobiernista de los generales Leonidas Plaza Gutiérrez y Julio Andrade y avanzó a Huigra para atacar a las fuerzas de Flavio Alfaro.
El 11 de enero de 1912, recibió la orden de resistir con tres reclutas al pie de un puente, y allí se mantuvo pese al peligro. Después de la acción, fue abrazado y felicitado por Andrade. Al concluir la campaña, se le licenció como sargento primero. Años después, contaba la siguiente anécdota: "Un recluta muy joven me preguntó antes de la acción qué había que hacer para no huir, porque estaba con mucho miedo. Yo le contesté en broma: 'Amárrate las piernas'. El recluta así lo hizo y resistió en su puesto de combate. Al finalizar la acción, se lo llevaron en una camilla, porque había sido herido, pero mostraba en su rostro la satisfacción del deber cumplido".
Entre 1912 y 1913, siguió un curso en la Escuela de Aplicación para Militares Inferiores bajo las órdenes del coronel Luis Cabrera, y al concluirlo recibió el grado de subteniente. Viajó a la provincia de Esmeraldas e intervino en la campaña contra el general Carlos Concha Torres.
En 1915, ascendió a teniente, y ya era considerado el mejor caballista y jinete del país. El 1917, fue inspector de alcoholes de la parroquia Angamarca. En 1918, recibió los despachos de capitán, fue enrolado en el famoso escuadrón Cazadores de los Ríos y triunfó en diferentes concursos hípicos. Entonces, fue destinado a combatir el abigeato en las provincias de la Costa. Ese año, contrajo matrimonio con Piedad Portilla Castro, de quien se divorció años después, habiendo tenido sucesión.
Entre 1919 y 1920, desempeñó la inspectoría de la parroquia El Corazón,Provincia de Cotopaxi y fue reincorporado al Batallón Imbabura. A principios de noviembre de 1922, fue trasladado a Guayaquil; y el 15 de ese mes, cumpliendo órdenes del general Enrique Barriga, salió a patrullar la ciudad. A la altura de la avenida Olmedo, su escuadrón tuvo un encuentro con varios grupos de obreros y ordenó disparar al aire para amedrentarlos pero fueron contestados con piedras, resultando heridos el corneta y el teniente Matías Ulloa que cayeron de sus cabalgaduras. Enríquez ordenó cargar a sable y bayoneta y en la refriega fue herido en la clavícula izquierda logrando dispersar a los obreros hasta la calle Chimborazo, donde halló a Barriga que acudía con refuerzos. Como resultados de esas refriegas quedaron algunos cadáveres tendidos en el pavimento. Después comenzaría la matanza indiscriminada de obreros y gente del pueblo cuyos despojos fueron despanzurrados a punta de bayoneta y lanzados a las aguas del Río Guayas para que no quedara evidencia del crimen colectivo. Nunca se ha podido calcular exactamente el número de víctimas, pero se estima que pudieron llegar al millar en ese aciago día de brutal represión militar.
En 1924, asistió al curso de caballería organizado por la Misión Italiana y fue destinado al grupo de caballería n.º 1, llamado transitoriamente como "Escolta" pues luego le pusieron "Yaguachi".

### La "revolución juliana"
En julio de 1925, se sumó a la revolución que depuso al presidente Gonzalo S. Córdova y la Junta Militar de Gobierno Provisional le ascendió a Mayor de Caballería. Ya era miembro de la Liga Militar establecida en el cuartel del Regimiento Bolívar en Quito.

### Otros levantamientos
El 4 de marzo de 1927 le tocó sofocar la rebelión del general Francisco Gómez de la Torre en el norte del país, con grave riesgo de su vida pues actuó dentro del cuartel de los sublevados. En 1928, viajó a Chile a terminar una compra de caballos. En 1930, ascendió a teniente coronel y estando de segundo jefe del Escuadrón "Yaguachi" conjuró otra sublevación en contra del presidente Isidro Ayora, quien le tenía en gran estima.
En 1931, fue nombrado jefe del Regimiento de la Hacienda Remonta, en Cayambe, población que se había alzado contra los gamonales de los contornos y en la que imperaba un clima de violencia. Luego pasó a Primer Comandante del Regimiento de Caballería Yaguachi.

### La Guerra de los Cuatro Días
A fines de agosto de 1932 los principales dirigentes de la Compactación Obrera que apoyaban al candidato presidencial triunfador Neptalí Bonifaz Ascázubi descalificado por el Congreso, le pidieron su apoyo, pero Enríquez se negó terminantemente. El 28 de ese mes resistió con el Escuadrón a su mando durante la Guerra de los Cuatro Días. El 2 de septiembre acompañó a los miembros del cuerpo diplomático hasta la hacienda de sus parientes los Ramos Enríquez, ubicada al sur de Quito y cerca de Lasso, donde se procedió a discutir el armisticio.

### Mayor participación política
Convertido como en uno de los hombres fuertes del régimen de Alberto Guerrero Martínez, controló el orden en las elecciones de 1933, en las que fraudulentamente triunfó Juan de Dios Martínez Mera. Entonces, prestó su colaboración a los ministros de Defensa Juan Francisco Orellana, Luis A. Jaramillo y a su antiguo jefe, Enrique Barriga, que se sucedieron en dicho cargo.
En 1934, apoyó al encargado del Poder Abelardo Montalvo y luego al presidente José María Velasco Ibarra, pero al querer éste proclamar su dictadura, colaboró en su derrocamiento y propició el ascenso del ministro del Interior Dr. Antonio Pons Campuzano, quien designó como ministro de Defensa al general Manuel Ernesto Cepeda. 
Para entonces, Enríquez y los demás miembros del alto mando convencieron a Pons de que su ascenso al poder había sido únicamente provisional y momentáneo con el fin de evitar la anarquía, y que debía renunciar o, en caso contrario, triunfaría en las elecciones recién convocadas el candidato conservador, el Dr. Alejandro Ponce Borja, frente a sus opositores liberales, Carlos Alberto Arroyo del Río y José Vicente Trujillo, que se hallaban divididos.
El 26 de septiembre de 1935, Pons dimitió ante el ejército, en una histórica reunión celebrada en Baños de Agua Santa, y Enríquez hizo designar dictador a su padrino de bautizo, el Ing. Federico Páez, quien correspondió el gesto entregándole la espada de General de la República y nombrándolo en noviembre para el Ministerio de Defensa.
En esa cartera, Luis Alberto logró mantenerse con inteligencia y prudencia, hasta que en agosto de 1937 se instaló la Asamblea Nacional Constituyente. Entonces, Páez maniobró para obtener la Presidencia por cuatro años, pero se le adelantó Enríquez, y el 22 de octubre el ejército proclamó su Jefatura Suprema. 
Los militares disolvieron la Constituyente de 1937 y asumieron ellos el Poder en la persona del general Alberto Enríquez Gallo, entonces ministro de Defensa. "Por resolución de las Fuerzas Armadas del País, asumo desde esta fecha el Mando Supremo de la República, hasta convocar una nueva Asamblea Constituyente, elegida en forma democrática por los partidos debidamente organizados" (Decreto de Posesión). Los militares se habían equivocado al entregar el Poder a un civil: Páez no era Ayora. Se dijo entonces que Páez, al saberlo, había exclamado: "No me sorprende la cosa, pues mi ahijado de chico me meó y de grande me cagó". La verdad es que la dictadura de Paéz en los últimos meses había sido sangrienta y estaba muy desprestigiada por la tenaz persecución a las izquierdas. Estaban cansados de la violencia política entre los conservadores compactados y agresivos, los populistas en cierne, los liberales que desde el Congreso obstruían al Ejecutivo y los socialistas que atizaban la inquietud laboral y campesina pero carecían de poder político. Alguien debía impedir el canibalismo y arbitrar en la contienda. Ese alguien eran los militares. Querían como los julianos de 1925 sentar nuevas reglas de juego político, regular las relaciones laborales y orientar el crecimiento del Ecuador. Enríquez, en cambio, se mostró amplio y generoso, dando garantías a todos los perseguidos políticos. Entre agosto y diciembre dictó la Ley de Organización y Régimen de las comunas. Ese último mes se atrajo a las izquierdas aprobando el estatuto jurídico de las comunidades campesinas que había sido redactado por el Dr. Néstor Mogollón. Apoyó el reclamo de los trabajadores ecuatorianos en Portovelo contra la South American Development Co. que los discriminaba y aumentó los impuestos a dicha empresa, rechazando coimas y otros beneficios que le propusieron a título personal, pues siempre fue honestísimo.
En enero de 1938 convocó a la Asamblea Nacional Constituyente y fundó el Museo y Archivo Nacionales. En febrero dictó la Ley de Carabineros. El 4 de marzo creó la Escuela Militar de Carabineros. En abril la Ley de Asistencia social. Luego salieron la Ley de Matrimonio Civil que cambió el estatus socioeconómico de los hijos y el Código de Menores. El 5 de agosto dictó el Código de Trabajo. Tanto él como sus ministros eran de tendencia izquierdista.
Mientras tanto, para concluir el período de dictaduras inaugurado por Velasco Ibarra en 1935, trabajó para una Asamblea Nacional Constituyente donde estuvieren equitativamente representados los tres partidos políticos jurídicamente constituidos (Liberal, Conservador y Socialista). Dichos bloques estarían formados por igual número de diputados y llegado el momento, fue elegido Presidente de la Asamblea el liberal independiente Francisco Arízaga Luque. 
En gesto muy honroso y cumpliendo su promesa de retirarse del poder y del ejército, se acogió a una parca jubilación tras 25 años de servicios y se fue a su casa.

## Jefatura Suprema
La reforma enriquista respetó las garantías ciudadanas, impulsó la legislación social, llevó a cabo la reforma de la educación, propició una nueva reforma del Banco Central del Ecuador, diseñó un parlamento equilibrado y restauró la democracia. Para lograr estos objetivos, a Enríquez le bastaron nueve meses. Luego de declarar vigente la Constitución de 1906, abolió la represora Ley de Defensa Social, permitió las reuniones políticas y respetó tanto la libertad de prensa que según Jorge Salvador Lara, historiador de simpatías conservadoras, fue obligado a entregar el Mando tras la valiente y trascendental encuesta que sobre las dictaduras y las Fuerzas Armadas patrocinó en el diario El Día doña Hipatia Cárdenas de Bustamante. Pero el historiador Marcos Gándara Enríquez rectifica esta aseveración al observar que el 12 de enero de 1938, Enríquez fijó el 10 de agosto siguiente como fecha de reunión de la Asamblea Constituyente que dictará la nueva Carta Política del Estado ... y que elegirá y poesionará al nuevo Presidente de la República (Decreto Supremo del 12 de enero de 1938).

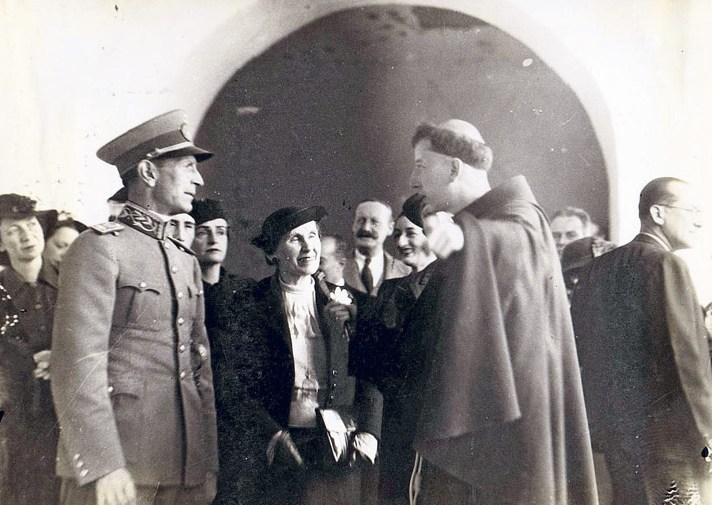
El general Alberto Enríquez Gallo junto a la escritora y activista feminista Hipatia Cárdenas, 1938.

La encuesta de Cárdenas tuvo lugar tres meses y días después del mencionado decreto. Como en los años de la Revolución Juliana, el gobierno de Enríquez legisló y legisló: leyes de Cooperativas, Organización y Régimen de Comunas, Control de Trabajo y Desocupación; ley de Petróleos y ley orgánica de la Policía. Entre el 20 de julio y el 5 de agosto de 1938 y al cabo de 18 años se reunió en Quito el Tercer Congreso Obrero Nacional, organizado por la Confederación Obrera del Ecuador y al que asistieron 57 delegados (obreros, artesanos principalmente, y campesinos) de 13 provincias. Este congreso aprobó la sindicalización obligatoria, la creación de guarderías y casas cunas en los lugares de trabajo y el horario nocturno en las industrias para la mujer obrera. Exigió la expedición del Código de Trabajo todavía en estudio y objetado por los voceros patronales, y que Enríquez promulgó el 5 de agosto de 1938. Este cuerpo de leyes regulaba las relaciones obrero-patronales y reconocía algunos derechos, incluso el de huelga. Su aplicación contribuyó a que durante 40 años el Ecuador fuera 'una isla de paz' aunque ciertos empresarios habrían de considerar el código como una de las causas de la escasa inversión extranjera en los sectores productivos. "En el ramo educacional fue decisivo el impulso dado por el gobierno del general Enríquez" afirma Gualberto Arcos, rector de la Universidad Central del Ecuador. Se refiere a la expedición de la Ley de Educación Superior que reconoce la autonomía técnica y administrativa, a la de Educación General y a la de Escalafón del Magisterio. 
En noviembre de 1937 la inflación y el endeudamiento interno con el Banco Central del Ecuador impulsaron al gobierno a pedir al economista mexicano Manuel Gómez Morín que reformara la ley orgánica del Banco y otras leyes monetarias. El banquero guayaquileño Víctor Emilio Estrada Sciacaluga formó parte de la Comisión Gómez Morín que autorizaba al Banco Central a modificar las tasas de redescuento según la clase de documentos. Con esta medida, el Banco Central determinaba los tipos de préstamos que los Bancos privados podían ofrecer a sus clientes, lo que proporcionó al Gobierno un buen instrumento para dirigir el crecimiento económico. "La Comisión Gómez Morín modificó irrevocablemente la concepción ecuatoriana de las relaciones entre el Gobierno y la banca", anota la historiadora de las finanzas nacionales Linda Alexander Rodríguez. A fin de propiciar una igualdad de oportunidades políticas y un estilo de acuerdos civilizados, Enríquez recurrió a un arbitrio quijotesco. Convocó una Asamblea Constituyente cuyos representantes debían ser elegidos en juntas provinciales, uno por el Partido Conservador, uno por el Partido Liberal y uno por el Partido Socialista. De este modo formó un cuerpo constituyente idealmente equilibrado pese a que la viveza criolla se ingenió para trampear. Constituida la Asamblea, Enríquez resignó el Poder en ella. Terminó su gobierno en medio del aplauso general. Un diario acusó a Enríquez de haber interferido en la buena marcha del arreglo fronterizo que se preparaba en Washington a raíz de una carta de Enríquez al presidente peruano, mariscal Óscar Raimundo Benavides. Esta única mancha del Gobierno fue lavada por la Asamblea Nacional que, luego de oír a Cancillería, aprobó la moción de que el general Alberto Enríquez, en relación con las negociaciones en Washington, no había ocasionado la suspensión de las mismas.

#### Ministros de Estado
| Ministerio                          | Ministro                         |
| ----------------------------------- | -------------------------------- |
| Ministerio de Defensa               | Gral. Guillermo Freile Cruz      |
| Ministerio de Previsión Social      | Carlos Ayala Cabanilla           |
| Ministerio de Obras Públicas        | Cristóbal Tobar                  |
| Ministerio de Educación             | Teodoro Alvarado Olea            |
| Ministerio de Gobierno              | Tnt. Crnl. Jorge Quintana Dueñas |
| Ministerio de Hacienda              | Cnel. Heleodoro Sáenz            |
| Ministerio de Relaciones Exteriores | Carlos Manuel Larrea             |
| Ministerio de Relaciones Exteriores | Luis Bossano Paredes             |

Fuente:

## Vida Post Jefatura de Estado
De su Gobierno se ha dicho que fue de paz, libertad, progreso social y jurídico y que pasó con honor a la Historia. Los mismos asambleístas así lo reconocieron el 10 de agosto, mediante voto de Aplauso "como testimonio de honradez, por haber restituido el orden legal de la Nación." Por eso surgió su nombre para ocupar la Presidencia de la República pero algunos diputados se opusieron por haber sido dictador. 
Aún más, como llegó a sus oídos ciertas críticas que se habían hecho por su ascenso a General en tiempos de Páez, devolvió el grado a los Asambleístas y se ausentó a su hacienda "Siberia" en el cantón Saquisilí de donde no se movió, viviendo olvidado en los régimes de Mosquera Narváez, Andrés F. Córdova, Julio E. Moreno y Arroyo del Río pero en 1940 viajó por negocios y salud a Estados Unidos y en 1943 a Bogotá. 
Tras la revolución del 28 de mayo de 1944, fue degradado a Coronel por haber sido el creador del Cuerpo de Carabineros en 1937, pero la Asamblea Nacional Constituyente, en sesión celebrada el 7 de marzo de 1945, le rehabilitó el grado. Entonces Velasco Ibarra, vetó la resolución por retaliaciones personales, y a raíz de su dictadura del 30 de marzo de 1946 fue deportado con otros políticos de izquierda a Talara, en el norte de Perú, de donde siguió a Lima, radicando en esa capital varios meses.
El 12 de agosto de 1947, el Congreso Nacional le restituyó el grado de General de la República y el 25 cayó Velasco Ibarra, así que pudo regresar a Ecuador, arribando en septiembre a Latacunga con la aureola propia de todo desterrado político.
En mayo de 1948, el partido socialista lanzó su candidatura a la presidencia de la República en binomio con el Dr. Carlos Cueva Tamariz y aunque recibieron el apoyo de las izquierdas unificadas perdieron frente al centrista Galo Plaza Lasso.
En 1951, fue considerado su nombre para ocupar la Alcaldía de Latacunga. Vivía en una casita propia cerca del Tennis Club de esa población pero prefirió no aceptar por razones personales. Ese año contrajo segundas nupcias con Mariana Calderón Alava, natural de Manabí. Tenía 56 años pero se encontraba sano y optimista. El matrimonio fue bien avenido y tuvo descendencia.
En 1956, salió electo senador por Cotopaxi y asistió a la Cámara Alta por cuatro años hasta que en 1960 nuevamente viajó a tratarse una úlcera gástrica en Estados Unidos y tras larga dolencia falleció en el Hospital Militar de Quito, a las cinco y veinte de la tarde, el 13 de julio de 1962, de 67 años de edad. Sus restos fueron velados en el interior del Palacio Presidencial y está sepultado en la cripta de la iglesia de la Paz.

## Libros sobre Enríquez Gallo

### Biografías
- Semblanza del General Alberto Enríquez Gallo (1965) de Carlos Villasís Endara

## Matrimonios y descendencia
Estuvo casado, en primeras nupcias, con Piedad Portilla Castro con quien tuvo dos hijos: 
- María de Lourdes Enríquez Portilla, casada con Humberto Zapatier Enríquez, sus hijos: Ana Lucía, Elena, Elsa Piedad, Luis Humberto y Eugenia Zapatier Enríquez.
- Alberto Enríquez Portilla, casado con Olga Cevallos Tobar, sus hijos: Eduardo, Margarita, Patricia, Fernanda, Lourdes, Alberto y Andrés Enríquez Cevallos.

En segundas nupcias, estuvo casado con Mariana Calderón Álava, sus hijos: 
- Ricardo Enríquez Calderón, casado con Magdalena Montes de Oca, sus hijos: Gil, José y Juan Enríquez Montes de Oca.
- Iván Enríquez Calderón.
- Elba Enríquez Calderón.
- Gustavo Enríquez Calderón, casado con Sonia Oreamuno, sus hijas: Sonia, Katya y Silvia Enríquez Oreamuno.
- Norma Enríquez Calderón, casada con Rodrigo Racines, sus hijos: María Sol e Iván Alberto Racines Enríquez.
- Mariana Enríquez Calderón casada con Alberto De Howitt, sus hijos: Guadalupe, Fernando, Juan Carlos y David De Howitt Enríquez.